# Lijst van Stolpersteine in Zevenaar

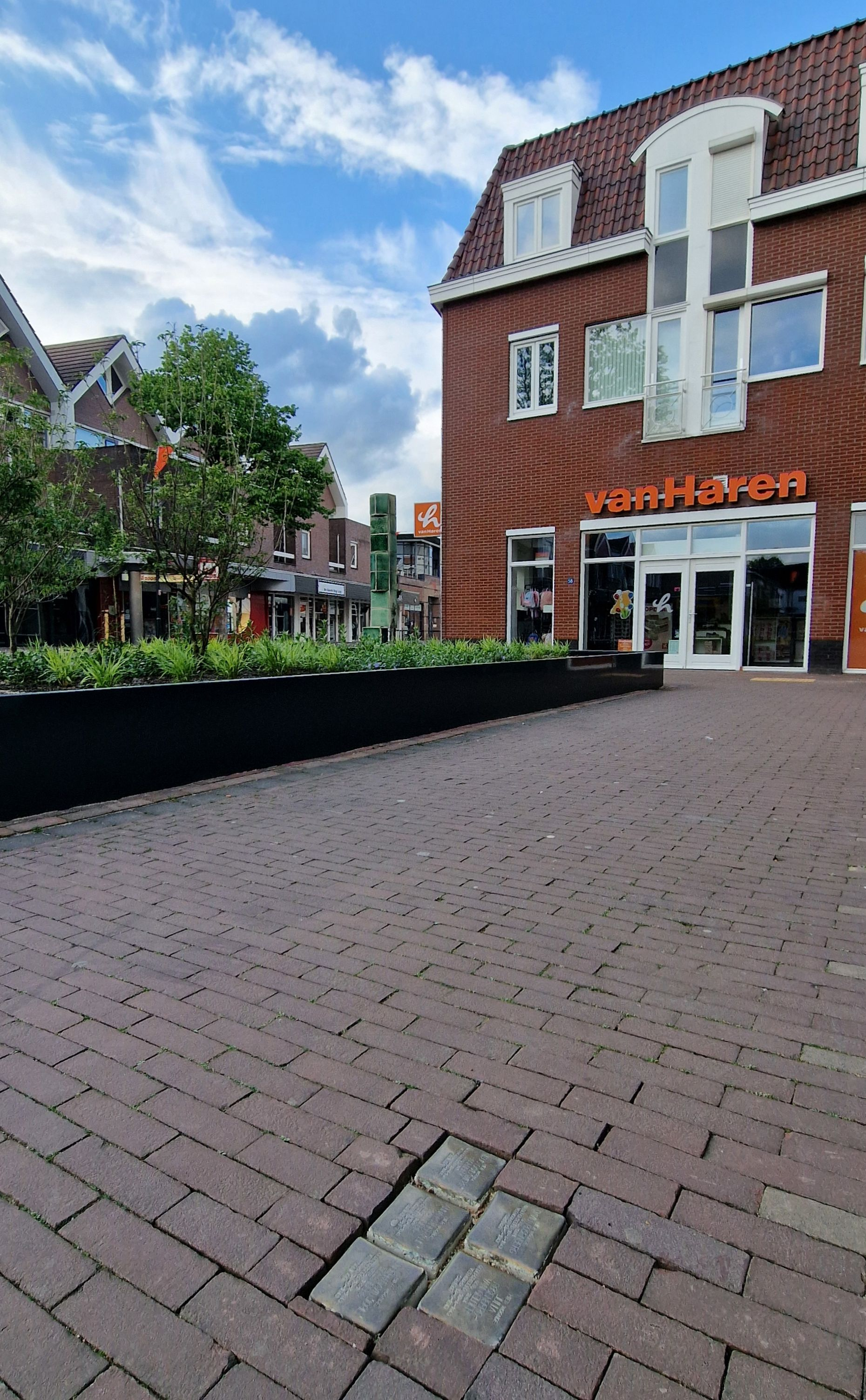
Stolpersteine in de Grietsestraat voor familie Rosenberg

De lijst van Stolpersteine in Zevenaar geeft een overzicht van de gedenkstenen die in de gemeente Zevenaar in de Nederlandse provincie Gelderland zijn geplaatst in het kader van het Stolpersteine-project van de Duitse beeldhouwer-kunstenaar Gunter Demnig.
Stolpersteine zijn opgedragen aan slachtoffers van het nationaalsocialisme, al diegenen die zijn vervolgd, gedeporteerd, vermoord, gedwongen te emigreren of tot zelfmoord gedreven door het nazi-regime. Demnig legt voor elk slachtoffer een aparte steen, meestal voor de laatste zelfgekozen woning.
Omdat het Stolpersteine-project doorloopt, kan deze lijst onvolledig zijn.

## Stolpersteine
In Zevenaar liggen achttien Stolpersteine op zeven adressen.

### Zevenaar
| Afbeelding | Inscriptie                                                                                             | Adres                        | Herdachte persoon                      |
| ---------- | --- | ---------------------------- | -------------------------------------- |
|            | HIER WOONDE ESTHER GOUD- VAN DER HOEDEN GEB. 1908 GEDEPORTEERD 23-12-1942 VERMOORD 9-4-1943 SOBIBOR    | Grietsestraat 17             | Esther Goud-van der Hoeden (1908-1943) |
|            | HIER WOONDE ALIDA ESTHER 'ALIE' ROSENBERG GEB. 1920 GEDEPORTEERD 10-4-1943 VERMOORD 9-7-1943 SOBIBOR   | Grietsestraat 54 Kaart (OSM) | Alida Esther Rosenberg (1920-1943)     |
|            | HIER WOONDE DAVID ROSENBERG GEB. 1881 GEDEPORTEERD 10-4-1943 VERMOORD 14-5-1943 SOBIBOR                | Grietsestraat 54 Kaart (OSM) | David Rosenberg (1881-1943)            |
|            | HIER WOONDE JOSEPH DAVID 'JOPIE' ROSENBERG GEB. 1931 GEDEPORTEERD 10-4-1943 VERMOORD 14-5-1943 SOBIBOR | Grietsestraat 54 Kaart (OSM) | Joseph David Rosenberg (1931-1943)     |
|            | HIER WOONDE LOUIS DAVID 'WIEKE' ROSENBERG GEB. 1918 GEDEPORTEERD 10-4-1943 VERMOORD 9-7-1943 SOBIBOR   | Grietsestraat 54 Kaart (OSM) | Louis David Rosenberg (1918-1943)      |
|            | HIER WOONDE JULIA ROSENBERG- VAN GELDER GEB. 1894 GEDEPORTEERD 10-4-1943 VERMOORD 14-5-1943 SOBIBOR    | Grietsestraat 54 Kaart (OSM) | Julia Rosenberg-van Gelder (1894-1943) |

## Data van plaatsingen
- 24 oktober 2024: vijf Stolpersteine op Grietsestraat 54
- 21 mei 2025: zeven Stolpersteine op Didamsestraat 4, Grietsestraat 6, Marktstraat 6
- 26 juni 2025: zes Stolpersteine op Grietsestraat 16 en 17, Marktstraat 2